# Ławryków (przystanek kolejowy)
Ławryków (ukr. Лавриків, ros. Лавриков) – przystanek kolejowy w miejscowości Ławryków, w rejonie lwowskim, w obwodzie lwowskim, na Ukrainie. Leży na linii Lwów – Rawa Ruska – Hrebenne.
Przystanek istniał przed II wojną światową.